# Zwartsluis
Zwartsluis est un village situé dans la commune néerlandaise de Zwartewaterland, dans la province d'Overijssel. Le 1er octobre 2008, le village comptait 4 735 habitants.
Le 1er janvier 2001, la commune de Zwartsluis fusionne avec celles de Hasselt et Genemuiden pour former la nouvelle commune de Zwartewaterland.